# 大莫什基夫齊
50°1′34″N 28°50′13″E / 50.02611°N 28.83694°E
大莫什基夫齊（烏克蘭語：Великі Мошківці），是烏克蘭北部的村莊，隸屬日托米爾州的別爾季切夫區。該村始建於1593年，面積23.55平方公里，海拔高度234米，2001年人口534。